# Médias à Marseille
Cet article présente les médias comme la presse locale, les radios recevables en FM et en RNT, les chaînes de télévision locales et les sites de diffusion de télévision et de radio sur la ville de Marseille.

## Presse locale
Le principal quotidien régional diffusé à Marseille est La Provence, propriété depuis 2022 du groupe CMA CGM, détenu par Rodolphe Saadé. Auparavant, le quotidien était détenu depuis 2013 par le groupe Hersant et Bernard Tapie. 
La ville compte de nombreux journaux et sites d'information locale :
- La Marseillaise : journal fondé en 1943 par le Parti communiste lors de la Seconde Guerre mondiale. Il soutenait la résistance communiste lors de la guerre et aujourd’hui, il est orienté à gauche.
- Faisons parler Marseille : média d’actualité indépendant en ligne à Marseille relevant les informations quotidiennes en temps réel.
- Frequence-sud.fr : site d'information en ligne, indépendant et axé sur la culture et les sorties. Ses bureaux sont basés à Marseille et il couvre également les Bouches-du-Rhône et le Var. Il a été créé en 2006 et il est accessible gratuitement.
- Made in Marseille : média en ligne, quotidien, indépendant et gratuit fondé en 2014, qui analyse l'actualité dans la métropole marseillaise.
- Le Ravi : journal satirique local. Il mélange caricatures, enquêtes, satires et articles sur l’actualité de la Provence-Alpes-Côte d'Azur.
- CQFD (Ce qu’il faut dire, détruire, développer) : journal mensuel abordant des sujets comme la pauvreté, les mouvements sociaux. Sa rédaction est composée de chômeurs. Il paraît les premiers vendredis du mois.
- Marsactu : journal en ligne sur l’actualité de la cité phocéenne.
- Échos d'orient magazine. Créé à Marseille  en 2008 en version papier et web, Échos d'orient est le premier magazine en mettre en avant les talents des Français issus de la diversité. Il traite également de tous les sujets d'actualités, culture, mode et voyage.
- L'Essentiel Marseille est une smartletter, accessible uniquement sur abonnement (gratuit), éditée par le groupe Essentiel Media. Créée le 28 février 2023, l'édition marseillaise, comme ses consœurs (L'Essentiel Bordeaux, L'Essentiel Lyon, L'Essentiel Lille et avant fin 2023 aussi à Nantes, Strasbourg puis dans le 15 plus grandes métropoles françaises d'ici fin 2024), elle propose chaque jour de la semaine 5 articles courts sur ce qui va se passer dans la journée à Marseille.

## Radios

### Radios FM
L'ensemble des stations de radio et leurs caractéristiques, présentent sur la bande FM de Marseille compose le tableau suivant :
| Fréquence | RDS                 | Format                                                        | Diffuseur      | Lieu d’émission                              | Catégorie | Puissance |
| --------- | ------------------- | ------------------------------------------------------------- | -------------- | -------------------------------------------- | --------- | --------- |
| 87.7      | _SOLEIL_            | Radio de la Communauté maghrébine                             | TDF            | Îles du Frioul, Pomègues, Marseille 1er      | A         | 1 kW      |
| 88.4      | _GALERE_            | Radio associative                                             | Auto-diffusion | Le Petit Sanguin, Septèmes-les-Vallons       | A         | 4 kW      |
| 88.8      | GRENOUIL            | Radio étudiante                                               | Auto-diffusion | Le Petit Sanguin, Septèmes-les-Vallons       | A         | 4 kW      |
| 89.2      | __RFM___            | « Le meilleur de la musique » avec décrochages marseillais    | TDF            | La Grande Étoile, Simiane-Collongue          | C         | 10 kW     |
| 89.6      | DIALOGUE / __RCF___ | Radio chrétienne                                              | TDF            | La Grande Étoile, Falaise, Simiane-Collongue | A         | 4 kW      |
| 90.0      | SKYROCK_            | Programme de Skyrock avec décrochages marseillais             | Vortex         | La Petite Étoile, Septèmes-les-Vallons       | C         | 10 kW     |
| 90.5      | RADIO_JM            | Radio de la Communauté juive                                  | TDF            | La Grande Étoile, Falaise, Simiane-Collongue | A         | 4 kW      |
| 90.9      | __F_I_P_            | Programme musical éclectique                                  | Towercast      | La Petite Étoile, Septèmes-les-Vallons       | SP        | 20 kW     |
| 91.3      | __INTER_            | Généraliste                                                   | TDF            | La Grande Étoile, Simiane-Collongue          | SP        | 400 kW    |
| 91.7      | __INTER_            | Généraliste                                                   | TDF            | Îles du Frioul, Pomègues, Marseille 1er      | SP        | 1 kW      |
| 92.3      | __STAR__            | Régionale commerciale (musiques, infos…)                      | TDF            | La Grande Étoile, Simiane-Collongue          | B         | 4 kW      |
| 92.8      | __JAZZ__            | Jazz, soul, funk…                                             | TDF            | La Petite Étoile, Septèmes-les-Vallons       | C         | 4 kW      |
| 93.4      | M_RADIO_            | Musique française                                             | TDF            | La Grande Étoile, Falaise, Simiane-Collongue | C         | 4 kW      |
| 93.8      | FMAGHREB            | Communauté maghrébine                                         | TDF            | La Grande Étoile, Falaise, Simiane-Collongue | D         | 4 kW      |
| 94.2      | _MUSIQUE            | Musique                                                       | TDF            | La Grande Étoile, Simiane-Collongue          | SP        | 400 kW    |
| 94.7      | _MUSIQUE            | Musique                                                       | TDF            | Îles du Frioul, Pomègues, Marseille 1er      | SP        | 1 kW      |
| 95.1      | SUDRADIO            | Généraliste                                                   | TDF            | La Grande Étoile, Simiane-Collongue          | E         | 4 kW      |
| 95.5      | _RIRE_&_            | Pop-rock et humour                                            | Towercast      | La Petite Étoile, Septèmes-les-Vallons       | D         | 10 kW     |
| 96.0      | NOSTLGIE            | « Les plus grandes chansons » avec décrochages marseillais    | Towercast      | La Petite Étoile, Septèmes-les-Vallons       | C         | 4 kW      |
| 96.4      | __MOUV'_            | Musicale urbaine                                              | TDF            | Îles du Frioul, Pomègues, Marseille 1er      | SP        | 1 kW      |
| 96.8      | __MOUV'_            | Musicale urbaine                                              | Towercast      | La Petite Étoile, Septèmes-les-Vallons       | SP        | 4 kW      |
| 97.6      | _UNITED_            | Communauté d’Outre-Mer                                        | Auto-diffusion | Le Petit Sanguin, Septèmes-les-Vallons       | A         | 4 kW      |
| 98.0      | GAZELLE_            | Communauté maghrébine,                                        | TDF            | Jas de Moule, Allauch                        | A         | 4 kW      |
| 98.6      | _CULTURE            | Culture                                                       | TDF            | Îles du Frioul, Pomègues, Marseille 1er      | SP        | 1 kW      |
| 99.0      | _CULTURE            | Culture                                                       | TDF            | La Grande Étoile, Simiane-Collongue          | SP        | 400 kW    |
| 99.7      | FUNRADIO            | « Le son dancefloor » avec décrochages marseillais            | TDF            | La Grande Étoile, Simiane-Collongue          | C         | 4 kW      |
| 100.1     | _CHERIE_            | « Pop Love Music » avec décrochages marseillais               | Towercast      | La Petite Étoile, Septèmes-les-Vallons       | C         | 4 kW      |
| 100.5     | ___FG.__            | Musicale dance                                                | Towercast      | La Petite Étoile, Septèmes-les-Vallons       | D         | 2 kW      |
| 100.9     | CLASSIQ_            | Musique classique avec émissions politiques et sur l’économie | Towercast      | La Petite Étoile, Septèmes-les-Vallons       | D         | 10 kW     |
| 101.4     | __RTL___            | Généraliste                                                   | TDF            | La Grande Étoile, Simiane-Collongue          | E         | 10 kW     |
| 101.8     | __DIVA__            | Communauté italienne                                          | TDF            | La Grande Étoile, Falaise, Simiane-Collongue | A         | 500 W     |
| 102.3     | _VIRGIN_            | « Pop Rock Electro » avec décrochages marseillais             | TDF            | La Grande Étoile, Simiane-Collongue          | C         | 10 kW     |
| 103.1     | __BFM___            | Économie                                                      | Towercast      | La Petite Étoile, Septèmes-les-Vallons       | D         | 4 kW      |
| 103.6     | BLEUPROV            | Émissions de proximité, services, infos...                    | TDF            | La Grande Étoile, Simiane-Collongue          | SP        | 200 kW    |
| 104.3     | __RMC___            | Généraliste                                                   | TDF            | La Grande Étoile, Simiane-Collongue          | E         | 10 kW     |
| 104.8     | EUROPE_1            | Généraliste                                                   | TDF            | La Grande Étoile, Simiane-Collongue          | E         | 10 kW     |
| 105.3     | __INFO:_            | Informations en continu                                       | Towercast      | La Petite Étoile, Septèmes-les-Vallons       | SP        | 20 kW     |
| 105.7     | __NOVA__            | Musiques indépendantes, nouveaux genres…                      | Towercast      | La Petite Étoile, Septèmes-les-Vallons       | D         | 1 kW      |
| 106.4     | __NRJ___            | « Hit Music Only » avec décrochages marseillais               | Towercast      | La Petite Étoile, Septèmes-les-Vallons       | C         | 10 kW     |
| 106.8     | __RTL2__            | « Le son pop-rock » avec décrochages marseillais              | TDF            | La Grande Étoile, Simiane-Collongue          | C         | 4 kW      |
| 107.2     | MARITIMA            | Régionale commerciale (musiques, infos…)                      | TDF            | La Grande Étoile, Falaise, Simiane-Collongue | B         | 4 kW      |

### RNT
| Multiplex            | Radios | Puissance | Diffuseur              | Lieu d'émission                        |
| -------------------- | --- | --------- | ---------------------- | -------------------------------------- |
| Marseille 5B (5B)    | Chante France, Crooner Radio, Dialogue RCF, Dici Radio, France Bleu Provence, Generations, Melody, Radio Orient, Radio Star, Sud Radio, Tac Tic Radio, Virage Radio | 10 kW     | Aucun diffuseur retenu | La Petite Étoile, Septèmes-les-Vallons |
| Marseille 7A (7A)    | Africa Radio, Beur FM, Cap Sao, Diva FM, France Maghreb 2, Kiss FM, Latina, Mistral FM, Radio Maria, Radio Maritima, Radio One                                      | 10 kW     | TDF                    | La Grande Étoile, Simiane-Collongue    |
| Métropolitain 1 (7C) | Air Zen, Cherie, Fun Radio, Latina, M Radio, Nostalgie, NRJ, Radio Classique, Rire & Chansons, RTL, RTL2, Skyrock, Skyrock Klassiks                                 | 20 kW     | TowerCast              | La Petite Étoile, Septème-les-Vallons  |
| Marseille 8A (8A)    | Hello Provence, Inrocks Radio, Jazz Radio, M Radio, Ouï FM, Radio Émotion, FG., Radio LiFE, Radio Nova, Skyrock, Swigg, Trace Radio, TSF Jazz                       | 10 kW     | TDF                    | La Petite Étoile, Septèmes-les-Vallons |
| Métropolitain 2 (8B) | BFM Business, BFM Radio, Europe 1, FIP, France Culture, franceinfo:, France Inter, France Musique, Mouv', RFM, RMC, Virgin Radio                                    | 20 kW     | TowerCast              | La Petite Étoile, Septèmes-les-Vallons |
| SDN (8C)             | AYP, Euradio, Frequence Mistral, Hope Radio, RadioCity, Radio Galère, Radio Garlaban, Radio Grenouille, Radio JM, Radio Zinzine, RTS, United Radio                  | 5 kW      | SDN                    | La Petite Étoile, Septèmes-les-Vallons |
| Marseille 8D (8D)    | Alta Frequenza, Antinea Radio, Chérie Marseille, MCD, Nostalgie Provence, NRJ Marseille, Paname, Phare FM, Radio Gazelle, Radio Pitchoun, RFI, Tonic Radio, Top FM  | 10 kW     | TDF                    | La Petite Étoile, Septèmes-les-Vallons |

## Télévision
- France 3 Provence-Alpes est la chaîne locale publique pour les Bouches-du-Rhône, le Vaucluse, les Hautes-Alpes et les Alpes-de-Haute-Provence. Elle diffuse quelques émissions locales et les éditions régionales lors des 12/13, 19/20 et Soir 3 en tout images. Ses studios se trouvent 2 allée Ray Grassi, tout près du stade Vélodrome.[réf. nécessaire]
- BFM Marseille Provence, depuis 2021, canal 30 de la TNT sur les départements des Bouches du Rhône, l’Ouest Varois et le Sud des Alpes de Haute Provence.. Elle remplace Provence Azur] de 2017 à 2021[6]. Provence Azur diffuse depuis 2017 et remplace TV Sud Provence (anciennement LCM). Le 29 juin 2016, le projet « Provence Azur » est sélectionné par le CSA à la suite d'un appel à candidature lancé le 9 juin de la même année à la suite de l'arrêt de TV Sud Provence dans la zone de Marseille[7].
- OM TV est la chaîne de l’Olympique de Marseille, de 1999 à 2018. Elle est disponible sur les offres Canal par satellite, SFR sur le câble et Free par ADSL[8].
- Canal Marseille, chaîne de France Telecom Câble active de 1988 à 1998[9].

Marseille reçoit les chaînes de la TNT grâce aux sites d’émission suivants :
- La Grande Étoile, Simiane-Collongue, TDF, multiplexes R1, R2, R3, R4, R7 et Itas Tim, multiplex  R6[11].

- Île de Pomègues, Marseille 1er, TDF, multiplexes R1, R2, R3, R4, R7 et Itas Tim, multiplex  R7.

- La Millière, Marseille 11e (Est), TDF, tous les multiplexes.

- Super Rouvière, Vaufrèges, Marseille 4e (Sud), TDF, tous les multiplexes.